# イッツ・オール・オーバー・ナウ、ベイビー・ブルー
「イッツ・オール・オーバー・ナウ、ベイビー・ブルー」（It's All Over Now, Baby Blue）は、ボブ・ディランが1965年に発表した楽曲。

## 概要
1965年1月15日、ニューヨークのコロムビア・レコーディング・スタジオで録音された。演奏はディランのギターとハーモニカ、ウィリアム・E・リー（ビル・リー）のベース。1965年3月22日発売の5作目のアルバム『ブリンギング・イット・オール・バック・ホーム』に収録。
別バージョンは以下のとおり。
- 1965年1月13日、ニューヨークでのスタジオ録音。『ノー・ディレクション・ホーム：ザ・サウンドトラック（第7集）』（2005年）に収録。
- 1965年7月25日、ニューポート・フォーク・フェスティバルでのライブ。2007年公開のドキュメンタリー映画『The Other Side of the Mirror: Bob Dylan at the Newport Folk Festival』に収録。
- 1966年5月17日、イギリスのマンチェスターで行ったライブ。『ロイヤル・アルバート・ホール：ブートレッグ・シリーズ第4集』（1998年）に収録。
- 1975年12月4日、カナダのモントリオールで行ったライブ。『ローリング・サンダー・レヴュー：ブートレッグ・シリーズ第5集』（2002年）に収録。

「ベイビー・ブルー」の由来についてディラン本人はこう語っている。
「この曲を書いたときのことは覚えている。ジーン・ヴィンセントの歌を思い出していたんだ。"Baby Blue"。ずっと好きだった曲の一つだ。『彼女に初めて会ったとき／彼女は初めましてと言って、僕の目をのぞき込んだ。そして言った／私の名前はベイビー・ブルー』。高校生のときよく歌ったよ。もちろんあとで僕は別のベイビー・ブルーについて歌ったわけだけど」

## カバー・バージョン
|        | アーティスト名                          | レコード・CD                                                                                     |
| ------ | --------------------------------------- | ------------------------------------------------------------------------------------------------ |
| 1965年 | ジョーン・バエズ                        | 『Farewell, Angelina』                                                                           |
| 1965年 | バリー・マクガイア                      | 『Eve Of Destruction』                                                                           |
| 1966年 | ゼム                                    | 『Them Again』                                                                                   |
| 1966年 | クリス・ファーロウ                      | 『14 Things to Think About』                                                                     |
| 1966年 | チョコレート・ウォッチバンド            | シングル「Sweet Young Thing」のB面                                                               |
| 1967年 | 13thフロア・エレベーターズ              | 『Easter Everywhere』                                                                            |
| 1969年 | バーズ                                  | 『イージー・ライダー』                                                                           |
| 1969年 | ディオン                                | 『Wonder Where I'm Bound』                                                                       |
| 1970年 | リッチー・ヘブンス                      | 『Stonehenge』                                                                                   |
| 1972年 | マンフレッド・マンズ・アース・バンド    | 『Glorified Magnified』                                                                          |
| 1977年 | アニマルズ                              | 『Before We Were So Rudely Interrupted』                                                         |
| 1977年 | グラハム・ボネット                      | シングル                                                                                         |
| 1979年 | リンク・レイ                            | シングル                                                                                         |
| 1985年 | マリアンヌ・フェイスフル                | 『Rich Kid Blues』                                                                               |
| 1987年 | バーズ                                  | 1965年6月28日録音。『Never Before』                                                              |
| 1993年 | ジュディ・コリンズ                      | 『Judy Collins Sings Dylan Just Like a Woman』                                                   |
| 1995年 | レオン・ラッセル                        | 『レオン・ラッセル・アンド・ザ・シェルター・ピープル』再発盤                                     |
| 1996年 | ロジャー・チャップマン                  | 『Kiss My Soul』                                                                                 |
| 1999年 | スティーヴ・ハウ & アニー・ハズラム     | 『ポートレイツ・オブ・ボブ・ディラン』                                                           |
| 2000年 | ボニー・レイット                        | 映画『Steal This Movie!』のサウンドトラック                                                      |
| 2000年 | エコー&ザ・バニーメン                   | EP「Avalanche」                                                                                  |
| 2002年 | ブライアン・フェリー                    | 『フランティック』                                                                               |
| 2003年 | ジョニ・ミッチェル                      | 『The Complete Geffen Recordings』                                                               |
| 2004年 | ファルコ                                | 『L.I.V.E. Donauinsel』                                                                          |
| 2006年 | マシュー・スウィート & スザンナ・ホフス | 『Under the Covers, Vol. 1』                                                                     |
| 2012年 | バッド・レリジョン                      | 『Chimes of Freedom』                                                                            |
| 2012年 | フランシス・カブレル                    | 『Vise Le Ciel Ou Bob Dylan Revisité』 フランス語詞。タイトルは「Tout se finit là, Bébé Bleu」。 |
| 2023年 | キャット・パワー                        | 『Cat Power Sings Dylan: The 1966 Royal Albert Hall Concert』。2022年11月5日公演のライブ音源。   |